# TT331
La tombe thébaine TT 331 est située à Cheikh Abd el-Gournah, dans la nécropole thébaine, sur la rive ouest du Nil, face à Louxor en Égypte.
C'est la sépulture de Penne, également appelé Sounero, grand-prêtre de Montou durant le règne de Ramsès II (XIXe dynastie).